# Przemiał (żegluga)
Przemiał to formacja denna na swobodnie płynącej rzece, mająca postać wędrującej ławicy. Przemiały zwykło się dzielić na korzystne i niekorzystne: długi (mielizna) oraz krótki (próg). Przemiały tworzą się zazwyczaj w poszerzeniu nurtu rzeki w przejściach pomiędzy głębiami znajdującymi się w zatokach o stromych urwanych brzegach. Występują w rzekach uregulowanych i nie uregulowanych. Istnieje wiele sposobów pokonywania przemiałów w żegludze śródlądowej, a do najpopularniejszych należą: zendrowanie, przeciąganie na kotwicy, lichtowanie oraz kantowanie.